# Gançaria
Gançaria ist eine Gemeinde (Freguesia) im portugiesischen Kreis Santarém. In ihr leben 485 Einwohner (Stand 19. April 2021).